# John Wolcot
John Wolcot (batizado em 9 de maio de 1738 – m. em 14 de janeiro de 1819) foi um satirista inglês, que escreveu sob o pseudônimo de "Peter Pindar".

## Vida
Wolcot foi batizado em Dodbrooke, perto de Kingsbridge, Devon. Nos arquivos da paróquia, seu sobrenome foi grafado como "Woolcot". Não se conhece seu local de nascimento. Ele foi educado por um tio e formou-se médico pela Universidade de Aberdeen. Em 1767 foi servir como médico a Sir William Trelawny, governador-geral da Jamaica.
Ele recebeu uma oferta para a lucrativa prebenda de St. Anne's, cujo pároco se encontrava gravemente doente. Wolcott voltou à Inglaterra e fez os votos religiosos em 1769. Pouco depois, retornou à Jamaica pois o pároco de St. Anne's havia se recuperado. Wolcott, então, foi indicado para a prebenda jamaicana de Clarendon.
Com a morte de Sir William, em 1772, Wolcot volta definitivamente à Inglaterra, onde abandona a Igreja e retoma sua carreira na medicina. Estabeleceu-se em Truro, onde abriu uma clínica. Na mesma cidade, descobriu os talentos do pintor John Opie, a quem deu assistência.

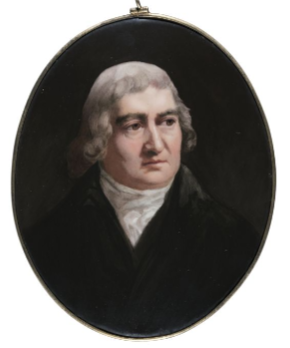
Retrato em miniatura por Peter Joseph Bone

Em 1780, Wolcot vai a Londres, onde começa a escrever sátiras. Seus primeiros alvos foram os membros da Royal Academy. Essa atividade foi bastante bem-sucedida, o que o incentivou a voar mais alto, alvejando o Rei e a Rainha com suas estocadas satíricas.
Em 1786, publica The Lousiad, a Heroi-Comic Poem, cujo nome deriva de uma lenda da realeza: certa vez um piolho (louse) teria aparecido no prato do Rei durante um jantar. Em Londres, Wolcot se tornaria uma importante figura no cenário artístico, atuando como patrocinador tanto de John Opie quanto de Richard Morton Paye.
Outros alvos de seus ataques foram James Boswell, biógrafo de Samuel Johnson; James Bruce, o explorador da Abissínia; Hannah More, que havia atuado como dramaturga e Bishop Porteus. Wolcot era notável por sua veia humorística e sua agudeza. Intensamente cômicas para os demais, suas estocadas feriam seus alvos.  Ele parecia ter grande inteligência e também era inclinado a cunhar frases de efeito.
Também fez composições em outros gêneros, como algumas baladas em que revela um inesperado toque de gentileza e até ternura. Exemplos desse tipo são The Beggar Man e Lord Gregory. Boa parte de sua obra perdeu a graça por depender de circunstâncias e figuras que hoje são obscuras e esquecidas. Entretanto, ele ainda mantém sua reputação graças ao estilo peculiar para a sua época.
O compositor austríaco Joseph Haydn baseou-se numa ode de Wolcot, To My Candle, para fazer sua cantata Der Sturm, durante sua visita a Londres em 1791-1792.
John Wolcot faleceu em sua casa, em Latham Place (atual Churchway), Somers Town, Londres em 14 de janeiro de 1819, e foi enterrado num jazigo da igreja de St Paul's, Covent Garden.